# Hoffmannia phoenicopoda
Hoffmannia phoenicopoda är en måreväxtart som beskrevs av Karl Moritz Schumann. Hoffmannia phoenicopoda ingår i släktet Hoffmannia och familjen måreväxter. Inga underarter finns listade i Catalogue of Life.